# Dungelmann

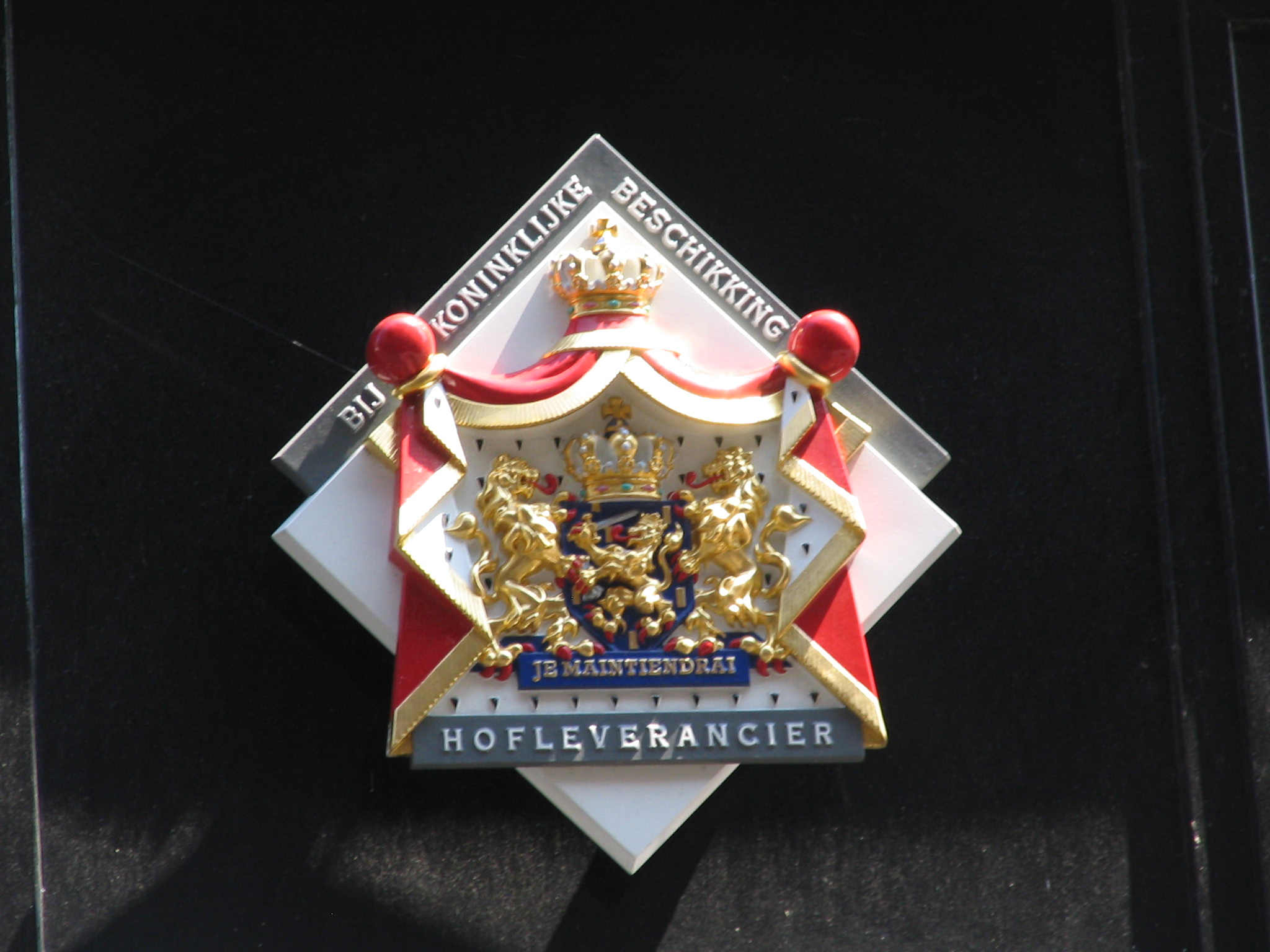
Hofleverancier

Dungelmann is een slagerij aan de Hoogstraat in Den Haag, het verlengde van het Noordeinde. Op 15 april 2013 kreeg Dungelmann het predicaat Hofleverancier in aanwezigheid van de burgemeester en de commissaris van de Koningin.
Dungelmann is onder meer bekend om de twee soorten kroketten en de gehaktballen. Enkele jaren na de Tweede Wereldoorlog werd de Dungelmann-rundvleeskroket geïntroduceerd en in 2001 werd een variant met nieuwe receptuur, de Nieuwe Dungelmann Croquet aan het assortiment toegevoegd.
In 1997 werden Raffael Massaro en Wouter de Kroes eigenaren van de winkel. In 2013 openden zij een filiaal in New Babylon.

## Eerbetoon
- In 2000 en 2004 won Dungelmann de AD-gehakttest.
- In 2000 werd Dungelmann in Quote geprezen vanwege de "beste kroket" alsmede als "een van de beste broodjeszaken van Nederland, een benoeming van het ruime assortiment, de uitstekende kwaliteit en het bekwame personeel".